# Hardcore positivo
Con il termine Hardcore positivo, a cui ci si riferisce anche con l'inglese Positive hardcore o con le abbreviazioni posicore o posi-core, ci si riferisce ad una branca della Hardcore punk sensibile ai temi sociali e valori come inclusività, comunità ed anti-violenza. Il genere nacque come reazione alla violenza e alla negatività nella scena straight edge.

## Storia
Il termine Hardcore positivo o Positive hardcore fu coniato negli anni '80, ed è stato applicato a un gruppi divergenti per stile musicale tra cui 7 Seconds, Youth of Today, Good Clean Fun e The Wonder Years. I primi gruppi di hardcore positivo degli anni '80 e '90 incentravano le loro canzoni su questioni sociali come il trattamento della comunità LGBT da parte della scena hardcore punk, nonché la non violenza e l'unità della scena.
Dalla fine degli anni 2000 fino al 2010 c'è stata una rinascita nel genere che si opponeva più verso sue sonorità metalcore allora dominanti, che verso l'intransigenza di parte del movimento.